# Liste der Monuments historiques in Zehnacker
Die Liste der Monuments historiques in Zehnacker führt die Monuments historiques in der französischen Gemeinde Zehnacker auf.

## Liste der Objekte
| Bezeichnung                | Beschreibung                              | Standort                              | Kennzeichnung | Schutzstatus | Datum | Bild |
| -------------------------- | ----------------------------------------- | ------------------------------------- | ------------- | ------------ | ----- | ---- |
| Orgel                      | 1867 von Charles und Edgard Wetzel gebaut | in der protestantischen Kirche (Lage) | PM67001118    | Classé       | 1981  |      |
| Instrumentalteil der Orgel | 1867 von Charles und Edgard Wetzel gebaut | in der protestantischen Kirche (Lage) | PM67000491    | Classé       | 1981  |      |